# Lluís Mezquida Gené
Lluís Maria Mezquida i Gené (Tarragona, 1920 - 2004) també conegut amb el pseudònim de "Petròfilo", fou un periodista i historiador català especialitzat en la Guerra Civil Espanyola. La seva obra més destacada i valuosa encara avui dia són els quatre llibres sobre la batalla de l'Ebre.

## Biografia
Estudià a La Salle i a l'Institut Martí i Franquès de Tarragona i posteriorment entrà a fer periodisme a l'Escola Oficial de Periodisme. Amb l'inici de la Guerra Civil fou mobilitzat per sis anys, els dos primers al front i quatre més com a servei obligatori. L'any 1944 entrà al Diario Español i amb el pseudònim "Petròfilo" escrigué nou mil set-cents articles, sent el primer al febrer de 1945 i el darrer publicat l'1 de maig de 1983. Col·laborà com a corresponsal a La Vanguardia, ABC, Diari de Barcelona i escrigué per algunes revistes locals.
L'any 1943 fou premiat als Jocs Florals de Lleida pel seu treball La batalla d'Illerda, seguint les petjades de Juli Cèsar a la seva obra De Bello Civille" i un any després als Jocs Florals de Tarragona un accèssit per "Visió lírica de Tarragona".
Va escriure cinc guies turístiques de Tarragona i diversos llibres, entre els quals destaquen els quatre llibres sobre la batalla de l'Ebre.

## Obra
- La batalla del Ebro. Asedio y defensa de Villalba dels Arcs en aspectos militar, económico, demográfico y urbanístico. (1967)
- La batalla del Ebro. Asedio de Tortosa y combates de Amposta. Del río Guadalope al Gaià, con las ocupaciones de Falset, Montblanc, Valls, Reus i Tarragona (1938-1939). (1967) ISBN 84-88618-05-0
- Jornadas Catalamas de Extremadura- Crónicas viajeras. (1971)
- La batalla del Ebro. Asedio y defensa de Gandesa en sus aspectos militar, económico, demográfico y urbanístico. (1973) ISBN  84-88618-33-6
- La batalla del Segre. Repercusiones del Ebro en el oeste de Cataluña: marcha por Aragón, asedio y defensa de Lérida. (1972)
- La història dels exvots de Sant Magí, París 1957. (1991)
- La batalla del Ebro. Con las ocupaciones de Vilafranca del Penedès, Vilanova i la Geltrú y Barcelona. (1994)
- Els Renart de Tarragona i Sant Magí. (1996)
- Art i devoció popular a Sant Magí del Portal del Carro. (2001)

## Guardons
- Medalla Ciutat de Tarragona. (categoria de Plata)
- Medalla Francesc Macià.[3] (1992)
- Premi Honorífic Ciutat de Tarragona de Comunicació (2003).